# Job an Irien
Job an Irien, nom de plume de Joseph Irien, né le 15 octobre 1937 à Bodilis (Finistère) et mort le 2 février 2025 à Brest, est un homme de lettres et un prêtre catholique français bretonnant du diocèse de Quimper et Léon, aumônier du centre spirituel Minihi Levenez de 1984 à 2023, ainsi qu'au lycée Diwan. Il est l'auteur de nombreux ouvrages, notamment sur les saints et la spiritualité bretonne.
Il publie une chronique hebdomadaire dans le Progrès de Cornouaille. Pendant près de quarante ans, il prononce la messe en breton tous les matins à la chapelle de Minihi Levenez.

## Biographie
Joseph Irien naît le 15 octobre 1937 à Bodilis, dans le Pays de Léon situé dans le Finistère Nord. Plus tard, il effectue ses études secondaires au collège du Kreisker à Saint-Pol-de-Léon. Il suit ensuite une formation au Grand Séminaire de Quimper.
Connu sous le nom en breton de « Job an Irien », il est ordonné prêtre en 1962 à Pont-Croix. Les deux années précédent son ordination, il se recueille à l'abbaye Saint-Guénolé de Landévennec pour se préparer à ce choix. À partir de 1965, il prononce les messes en FBL : français, breton et latin. De 1967 à 1982, il est aumônier de lycée à l'Harteloire à Brest.
Par le biais d'activités extra-scolaires, il enseigne la langue bretonne aux enfants. Il est l'aumônier du Bleun-Brug jusqu'en 1982, et participe aux cahiers du Bleun-Brug de 1978 à 1984. En 1984, il fonde le centre spirituel spirituel bretonnant de Minihi Levenez à Tréflévénez avec Monseigneur Francis Barbu, évêque de Quimper et de Léon, et le Père François-Mathurin Gourvès,. Il lance les  ensembles vocaux Allah’s Kanañ, Hekleo, et l'Ensemble choral du Bout du Monde créé avec René Abjean,. Le centre Minihi Levenez publie une revue ainsi que des traductions de textes liturgiques, particulièrement une partie du bréviaire Prière du temps présent. Tous les deux ans, la maison d'édition publie les billets de Job an Irien dans un recueil en langue bretonne traduit en français.
En 1997, Job an Irien publie un missel en langue bretonne , sous l'autorité de l'évêque de Quimper et Léon.
Il devient chroniqueur pour le Progrès de Cornouaille, et publie des articles parfois polémiques, remettant en question la place des hommes mariés dans les paroisses, la place des femmes dans la religion, l'inclusion des personnes homosexuelles et transexuelles, le bilinguisme dans les églises. Il se perçoit comme un résistant face à la volonté historique de l'État français de débretonniser et de déchristianiser sa région. Il prend sa retraite en septembre 2023 et reste dans un premier temps en résidence à Tréflévénez.
Job an Irien meurt le 2 février 2025 à l'âge de 87 ans.

## Publications

### Spiritualité et histoire
Sauf exceptions, les ouvrages publiés aux Éditions Minihi Levenez sont tous bilingues, breton-français.
- Itron Varia ar Folgoet. Ar la recherche de la vérité sur Notre Dame du Folgoët, Minihi Levenez, 1989, 24 p.  (ISBN 2-908230-01-1)
- Eun dornad komzou evid pedi. Une poignée de mots pour prier, revue Minihi Levenez no 4, 1990, [numéro spécial], 52 p.
- Jalons pour une Spiritualité bretonne et celtique chrétienne. Evid eur Speredelez breizad ha keltieg kristen, Minihi Levenez, 1993 ; nouvelle édition 1997, 119 p.
- Iwerzon. Irlande, Minihi Levenez, 1994, 112 p.
- En hent. Pèlerins, Minihi Levenez, 1995, 120 p.
- Douar Santel. Terre Sainte, avec H. Danielou, M. Cloître, A. ar Goz, Minihi Levenez, 1998, 169 p.
- Sanctuaires en Finistère. Pardoniou braz, Minihi Levenez, 2006, 64 p.  (ISBN 2-908230-27-5)
- Rumengol, 1858-2008, Minihi Levenez, 2008, 104 p.  (ISBN 978-2-9082-3032-1)
- War roudou tadou or feiz e Hanternoz Bro-Gembre. Sur les traces de nos pères dans la foi au nord du Pays de Galles, Minihi Levenez, 2013, 59 p.
- Eur vuhez nevez : Ar vadeziant. Une vie nouvelle : le baptême, Minihi Levenez, 2014, 67 p.
- Kleñvejou-red e Penn-ar-Bed. Épidémies en Finistère, Minihi Levenez 2020, 91 p.

### Chroniques
- Soubenn an tri zraig, Minihi Levenez, 1995.
- Araog poueza butun, Minihi Levenez, 1997.
- Dour ar feunteun, Minihi Levenez, 1998.
- Heñchou nevez, Minihi Levenez, 1999.
- Gwenn ha du hag a beb liou, Minihi Levenez, 2000.
- Etre deiz ha noz, Minihi Levenez, 2002.  (ISBN 2-908-230-14-3)
- Or bed o trei, Minihi Levenez, 2003.  (ISBN 2-908-230-18-6)
- Soñjou diwar vond. Réflexions au fil du temps, Minihi Levenez, 2006.  (ISBN 978-2-9082-3025-3)
- Deiz goude deiz. Chroniques d’un jour à l’autre, Minihi Levenez, 2008.  (ISBN 978-2-9082-3033-8)
- Eonenn an deiziou ha blaz ar vuez. L’écume des jours et la saveur de la vie, Minihi Levenez 2010.  (ISBN 978-2-9022-3038-9)
- Soñjou koz... ha nevez. Réflexions d’hier et d’aujourd’hui, Minihi Levenez, 2011.  (ISBN 978-2-9082-3040-6)
- Ar vuez eo... ha Douar Santel 2012, Job Minihi Levenez, 2012.  (ISBN 978-2-9082-3042-0)
- Dour ha skêrijenn. Eau et lumière, Minihi Levenez, 2013.  (ISBN 978-2-9082-3044-4)
- Eur wenojenn. Un sentier, Minihi Levenez, 2014.  (ISBN 978-2-9082-3046-8)
- Bannou Heol. Rayons de soleil, Minihi Levenez, 2015.
- Vel eun dornad bleuniou. Une poignée de fleurs, Minihi Levenez, 2015-2016.
- Perlez an mintin. Les perles du matin, Minihi Levenez, 2017.
- Dibab ar vuez. Choisis la vie, Minihi Levenez, 2018.
- Blaz an deiziou. La saveur des jours, Minihi Levenez, 2019-2020.
- « Pennadou 2020. Chroniques 2020 », Minihi Levenez no 175, even [juin] 2021, p. 4-63.
- Pennadou 2021. Chroniques 2021, Minihi Levenez, 2022.
- « Pennadou 2022. Chroniques 2022 », Minihi Levenez no 180, meurz [mars] 2023, p. 8-51.

### Direction d’ouvrage
- (br) Leor an overenn hag ar zakramanchou [missel et rituel des sacrements], Minihi Levenez, 1997, 1435 p.  (ISBN 2-908230-08-9)

### Collaboration
- avec Yves-Pascal Castel, Atlas des croix et calvaires du Finistère, Quimper, Société archéologique du Finistère, 1980, 369 p.
- (br) Pedenn an deiz, avec Saik Falc'hun, Minihi Levenez, 1988, 622 p.
- St-Herve. Vie et culte, avec Bernard Tanguy et Saik Falc'hun, Minihi Levenez, 1990, 144 p.  (ISBN 2-908230-02-X)
- Saint-Paul Aurélien. Vie et culte. Sant Paol a Leon, avec Bernard Tanguy, Saik Falc'hun, et Yves-Pascal Castel, Minihi Levenez, 1991, 244 p.  (ISBN 2-908230-05-4)
- Santez Berhed. Sainte Brigitte, vie et culte, avec Saik Falc'hun, revue Minihi Levenez no 24, février 1994, [numéro spécial], 59 p.
- Saint Corentin, vie et culte. Sant Kaourantin, avec Jean Cormerais et Herve Danielou, Minihi Levenez, 1999, 166 p.
- Sillons et sillages en Finistère. 15 kantved a vuez kristen e Penn-ar-Bed. Deux mille ans de christianisme, avec Yann Celton, Yves-Pascal Castel, Marie-Thérèse Cloître, revue Minihi Levenez no 61-62, mars 2000, [numéro spécial], 131 p.
- Saint-Yves en Finistère. Sant Erwan e Penn-ar-Bed, avec Yves-Pascal Castel, Bernard Tanguy, Minihi Levenez, 2003, 176 p.  (ISBN 2-908230-19-4)

### Traductions en breton
- Pierre Tanguy, La guerre si proche. Ar brezel ken tost, Minihi Levenez, 1996, 48 p.
- Jean-Georges Cornélius, Le chemin de croix. Hent ar groaz, texte de Joseph Thomas, traduction de Job an Irien, Minihi Levenez, 2001, 56 p.  (ISBN 2-908230-12-7)
- Yves-Pascal Castel, Sainte Anne et les Bretons. Santez Anna, mamm-goz ar Vretoned, Minihi Levenez, 1996, 143 p.  (ISBN 978-2-7082-3007-1)
- Il était une fois... le Tro ar relegou ou la troménie de Landeleau, Minihi Levenez, 2003, 66 p.  (ISBN 2-908230-20-8)
- Jean-Pierre Boulic, Royaume d’île. Rouantelez eun enezenn, poèmes, Minihi Levenez, 2004, 82 p.  (ISBN 2-908230-12-7).
- Yves-Pascal Castel, Ressuscité ! Savet da veo !. Le Christ ressuscité dans les églises du Finistère. Ar C’hrist adsavet, e ilizou Penn-ar-Bed, Minihi Levenez, 2006.
- Fañch Morvannou, Marcel Callo, Jociste et Martyr. Josist ha merzer (1921-1945), Minihi Levenez, 2007, 224 p.  (ISBN 978-2-908230-31-4)
- Jean-Pierre Boulic, Une île auprès des ciels. Eun enezenn tost d’an oablou, Minihi Levenez, 2007, 88 p.  (ISBN 978-2-9082302-8-4)
- Alain Marchadour, avec Yves-Pascal Castel, Sur les pas de saint Paul, serviteur de l’évangile. War roudou sant Paol, servicher an Aviel, Minihi Levenez, 2009, 98 p.  (ISBN 978-2-9082-3034-5)
- Jean-Pierre Boulic, Le chant bleu de la lumière. Kan glaz ar sklêrijenn, Minihi Levenez, 2009, 84 p.  (ISBN 978-2-9082-3035-2)
- Thierry Cohard, Pèlerins. Pirhirined, poèmes, Minihi Levenez, 2009, 34 p.  (ISBN 978-2-9082-3036-9)
- Jean-Pierre Boulic, La fresque. Sable et terre. A freskenn. Trêz ha douar, Minihi Levenez, 2012, 98 p.  (ISBN 978-2-9082-3042-0)
- Jean-Pierre Boulic, Sous le regard des nuages. Dindan sell ar c’houmoul, Minihi Levenez, 2014, 92 p.  (ISBN 978-2-9082-3045-1)
- Pierre Tanguy, Miettes de paradis. Bruzunou eur baradoz, Minihi Levenez, 2015, 70 p.  (ISBN 978-2-9082-3047-5)
- Jean-Pierre Boulic, Ouessant sans fin. Eusa evid atao, Minihi Levenez, 2016, 88 p.  (ISBN 978-2-9082-3048-2)
- Pierre Tanguy, Célébration des Fontaines. Lid ar Feunteuniou, Minihi Levenez, 2017, 70 p.  (ISBN 978-2-9082-3049-9)

### Articles
- « Fouilles d'un site archéologique médiéval : la motte de Lezkelen en Plabennec », dans Bulletin de la Société archéologique du Finistère, 108, 1977, p. 127-144.
- « Le site médiéval de Lezkelen en Plabennec : le castel Saint-Ténénan », Bulletin de la Société archéologique du Finistère, 109, 1981, p. 103-120.
- « Quand la terre restitue son passé : les mille et un travaux autour des ruines », dans Chronique de Landévennec, 38, avril 1984, p. 62-71.
- « Aux origines de l'Église Celtique », dans Britannia Monastica (CIRDoMoC), 3, 1994, p. 55-69.
- « Sainte Anne des Bretons », dans Chronique de Landévennec, 88, octobre 1996, p. 145-151.
- « Le culte de saint Paul Aurélien et de ses disciples », dans Sur les pas de Paul Aurélien. Colloque international de Saint-Pol-de-Léon (1991), Brest, CRBC / Quimper, Société Archéologique du Finistère, 1997, p. 93-101.
- « Saint Tugdual et le monastère de Loctudi », dans Britannia Monastica, 8, juin 2004, p. 323-324.
- « Saint Corentin : vie et légende », dans Quimper. La grâce d’une cathédrale, Strasbourg, la Nuée bleue, 2013, p. 283-286  (ISBN 978-2-8099-1072-8)

Ainsi que de nombreux articles dans la revue Minihi Levenez de 1988 jusqu'à la fin de sa mission.

### Théâtre
- Saint Paul Aurélien. Du pays de Galles à Ouessant. Sant Paol Aorelian, euz Bro-Gembre da Enez-Eusa. Pez-c’hoari ar 15ed Kantved, revue Minihi Levenez no 8, 1991, [numéro spécial], 48 p.

### Œuvres musicales
- Ar Marh dall (le cheval aveugle), 1979, cantate. Écrite par Job an Irien, mise en musique par René Abjean, chantée par l’Ensemble choral du Bout du Monde accompagné du groupe An Triskell.
- Ar Missa Keltia (1982), cantate. Écrite par Job an Irien, mise en musique par René Abjean, chantée par l’Ensemble choral du Bout du Monde.
- War varh d’ar mor (A cheval vers la mer), 1987, oratorio. Écrit par Job an Irien, mis en musique par René Abjean, chanté par l’Ensemble choral Mouez ar Mor.
- Kan evid ar peoh. Cantate pour la Paix (1989), cantate. Écrite par Job an Irien, mise en musique par René Abjean, chantée par l’Ensemble choral Mouez ar Mor.
- Kalon ar bed. Le cœur du monde (2000). cantate. Écrite par Job an Irien, mise en musique par René Abjean et Christian Desbordes, chantée par les chorales Mouez ar Mor et Ensemble choral du Bout du Monde.

Ainsi que de nombreux cantiques bretons.

## Distinction
- 2007 : collier de l'ordre de l'Hermine[4].